# Michail Cheraskov
Michail Matvjejevitj Cheraskov (ryska: Михаил Матвеевич Херасков), född 5 november (gamla stilen: 25 oktober) 1733 i Perejaslav, död 9 oktober (gamla stilen: 27 september) 1807 i Moskva, var en rysk författare. 
Cheraskov var vice president i bergskollegiet och kurator vid Moskvauniversitetet. Han var den siste typiske representanten för den pseudoklassiska skolan i Ryssland. Upplyst och bildad, var han dock som poet föga betydande. Den första upplagan av hans skrifter utkom 1779, däribland den flera gånger omtryckta Rossiada, hjältedikt i 12 sånger om det tatariska Kazans erövring av Ivan Vasiljevitj, närmast en efterbildning av Voltaires "Henriade".